# Mạch so sánh
Mạch so sánh hay Comparator, còn gọi là Op-Amp Comparator trong kỹ thuật điện tử là phần tử thực hiện so sánh hai giá trị điện áp hoặc dòng điện đưa tới ngõ vào thuận và đảo, và cho ra kết quả nhị phân biểu hiện giá trị thuận có lớn hơn không.
Phần lớn mạch được chế phục vụ so điện áp.
Thuật ngữ Comparator thường được dùng với ý nghĩa này. Khi cần phân biệt thì dùng Op-Amp Comparator, ví dụ phân biệt với các mạch so sánh số là "Digital comparator". Đôi khi mạch còn được gọi là ADC 1 bit.

## Nguyên lý hoạt động
Mạch gồm hai phầnː mạch ngõ vào là một khuếch đại thuật toán có hệ số khuếch lớn, và mạch ngõ ra thông dụng của các mạch logic.
Theo biểu diễn trong ký hiệu mạch so sánh, với V1 ở ngõ vào thuận, thì
- Nếu V1 > V2, Vout là logic 1 (high)
- Nếu V1 < V2, Vout là logic 0 (low)

Sự bất định xảy ra khi V1 ≈ V2, nhưng thường được khử bằng các phản hồi dương để tạo trễ.
Đặc trưng trễ giống như đối với Trigger Schmitt.